# 벨라 루고시
벨라 루고시(영어: Bela Lugosi, 헝가리어: Lugosi Béla 루고시 벨러[*], 1882년 10월 20일 ~ 1956년 8월 16일)는 오스트리아-헝가리 제국 루고지 출신의 배우이다. 드라큘라를 연기한 것으로 유명하다. 1919년 헝가리 공산당에서 활동하다가 정부에 의해 헝가리에서 추방당하였고 미국에서 배우 활동을 계속했다.

## 참여 작품
- 킹 오브 재즈
- 드라큘라 (1931년 영화)
- 화이트 좀비
- 프랑켄슈타인의 아들
- 니노치카
- 환타지아 (영화)
- 울프맨 (1941년 영화)
- 애보트와 코스텔로 프랑켄슈타인을 만나다
- 글렌 혹은 글렌다
- 괴물의 신부
- 외계로부터의 9호 계획